# Liga Premier de Kazajistán 2019
La Liga Premier 2019 fue la 28.° temporada de la Liga Premier de Kazajistán. La temporada comenzó el 9 de marzo de 2019 y finalizó el 10 de noviembre del mismo año. El Astana es el vigente campeón de liga.

## Formato
Los partidos del campeonato se llevarán a cabo de acuerdo con el principio de cada uno con 3 rondas. Las primeras 2 rondas (22 rondas) del equipo se llevarán a cabo cada una con cada una en su campo y en el campo del oponente.
El calendario de partidos de la tercera ronda se hará en forma digital. Después del final de las primeras dos vueltas, el calendario de los partidos de la tercera ronda se formará reemplazando los números en el calendario digital con los nombres de los equipos. En este caso, a cada club se le asignará un número correspondiente al lugar del equipo sobre la base de los resultados de dos círculos. El club especificado en el calendario de la tercera ronda será el primero de la pareja, será el organizador del partido (anfitrión).
Los doce equipos participantes jugaron entre sí todos contra todos tres veces totalizando 33 partidos cada uno, al término de la fecha 33 el primer clasificado se coronó campeón y clasificó a la Primera ronda de la Liga de Campeones 2020-21, mientras que el segundo y el tercer clasificado obtuvieron un cupo para la primera ronda de la Liga Europa 2020-21. Por otro lado los dos últimos clasificados descendieron a la Primera División de Kazajistán 2020, mientras que el décimo jugó un play-off de permanencia ante el subcampeón de la Primera División de Kazajistán.
Un tercer cupo para la segunda ronda de la Liga Europa 2020-21 fue asignado al campeón de la Copa de Kazajistán.

## Ascensos y descensos
El Kyzyl-Zhar SK y el Akzhayik descendidos al final de la temporada 2018, fueron sustituidos por Okzhetpes y Taraz, ascendidos de la Primera División.
| Pos. | Descendidos de la Liga Premier 2018 |
| ---- | ----------------------------------- |
| 11.º | Kyzyl-Zhar SK                       |
| 12.º | Akzhayik                            |

| Pos. | Ascendidos de la Primera División de Kazajistán 2018 |
| ---- | ---------------------------------------------------- |
| 1.º  | Okzhetpes                                            |
| 2.º  | Taraz                                                |

## Información de los equipos
| Club         | Ciudad      | Estadio                        | Capacidad |
| ------------ | ----------- | ------------------------------ | --------- |
| FC Aktobe    | Aktobe      | Aktobe Central Stadium         | 15.000    |
| FC Astana    | Astana      | Astana Arena                   | 30.000    |
| FC Atyrau    | Atyrau      | Munaishy Stadium               | 8.690     |
| FC Irtysh    | Pavlodar    | Pavlodar Central Stadium       | 15.000    |
| FC Kairat    | Almaty      | Almaty Central Stadium         | 25.057    |
| FC Kaisar    | Kyzylorda   | Gany Muratbayev Stadium        | 7.500     |
| FC Okzhetpes | Kokshetau   | Okzhetpes Stadium              | 4.158     |
| FC Ordabasy  | Shymkent    | Estadio Kazhymukan Munaitpasov | 20.000    |
| FC Shakhtar  | Karaganda   | Shakhter Stadium               | 20'000    |
| FC Taraz     | Taraz       | Taraz Central Stadium          | 11.525    |
| FC Tobol     | Kostanay    | Kostanay Central Stadium       | 10.500    |
| FC Zhetysu   | Taldykorgan | Zhetysu Stadium                | 4.000     |

## Tabla de posiciones
| Pos. | Equipo             | Pts. | PJ | G  | E | P  | GF | GC | Dif. | Clasificación 2020–21                 |
| ---- | ------------------ | ---- | -- | -- | - | -- | -- | -- | ---- | ------------------------------------- |
| 1    | Astana (C)         | 69   | 33 | 22 | 3 | 8  | 67 | 28 | +39  | Primera Ronda de la Liga de Campeones |
| 2    | Kairat             | 68   | 33 | 22 | 2 | 9  | 65 | 32 | +33  | Primera Ronda de la Liga Europa       |
| 3    | Ordabasy           | 65   | 33 | 19 | 8 | 6  | 52 | 24 | +28  | Primera Ronda de la Liga Europa       |
| 4    | Tobol              | 63   | 33 | 19 | 6 | 8  | 45 | 27 | +18  |                                       |
| 5    | Zhetysu            | 56   | 33 | 16 | 8 | 9  | 45 | 25 | +20  |                                       |
| 6    | Kaisar             | 42   | 33 | 12 | 6 | 15 | 37 | 43 | −6   | Segunda Ronda de la Liga Europa       |
| 7    | Okzhetpes          | 40   | 33 | 11 | 7 | 15 | 44 | 49 | −5   |                                       |
| 8    | Irtysh             | 37   | 33 | 11 | 4 | 18 | 30 | 45 | −15  |                                       |
| 9    | Shakhter Karagandy | 35   | 33 | 9  | 8 | 16 | 40 | 47 | −7   |                                       |
| 10   | Taraz (O)          | 29   | 33 | 7  | 8 | 18 | 28 | 60 | −32  | Play-off de descenso                  |
| 11   | Atyrau             | 26   | 33 | 6  | 8 | 19 | 25 | 58 | −33  | Descenso a Primera División 2020      |
| 12   | Aktobe             | 15   | 33 | 7  | 6 | 20 | 35 | 75 | −40  | Descenso a Primera División 2020      |

Actualizado a los partidos jugados el 10 de noviembre de 2019.
 Fuente: Soccerway
Notas:
1. ↑  Tras ganar la Copa de Kazajistán el Kaisar recibe un cupo para la segunda ronda de la Liga Europea 2020-21.
2. ↑  Aktobe tenia 6 puntos deducidos desde el 18 de febrero de 2019 como castigo por deudas con el ex jugador Dele Adeleye.[1] El 14 de marzo de 2019, se le dedujeron otros 6 puntos por deudas con el ex jugador Nemanja Nikolić.[2]

## Resultados
| Local \ Visitante  | AKT | AST | ATY | IRT | KAI | KSA | OKZ | ORD | SHA | TAR | TOB | ZHE |
| ------------------ | --- | --- | --- | --- | --- | --- | --- | --- | --- | --- | --- | --- |
| Aktobe             | —   | 2–3 | 2–0 | 2–1 | 1–3 | 1–3 | 0–2 | 0–3 | 2–2 | 2–3 | 0–1 | 1–2 |
| Astana             | 4–1 | —   | 3–1 | 0–1 | 0–2 | 4–1 | 2–1 | 2–1 | 1–2 | 4–0 | 2–1 | 1–0 |
| Atyrau             | 1–1 | 0–3 | —   | 1–3 | 2–1 | 1–3 | 1–2 | 1–0 | 0–0 | 1–1 | 0–1 | 2–1 |
| Irtysh Pavlodar    | 0–1 | 0–4 | 1–0 | —   | 0–2 | 0–1 | 2–1 | 0–2 | 0–0 | 2–0 | 0–2 | 0–3 |
| Kairat             | 3–0 | 0–1 | 2–0 | 2–1 | —   | 5–1 | 4–1 | 0–1 | 2–1 | 2–0 | 0–1 | 0–0 |
| Kaisar             | 0–1 | 0–0 | 0–1 | 2–0 | 2–1 | —   | 0–1 | 0–0 | 2–2 | 1–1 | 5–1 | 0–1 |
| Okzhetpes          | 4–0 | 1–1 | 3–0 | 1–0 | 1–2 | 1–2 | —   | 0–0 | 2–2 | 3–1 | 1–2 | 0–1 |
| Ordabasy           | 1–0 | 3–2 | 1–1 | 1–0 | 0–0 | 1–2 | 3–0 | —   | 3–0 | 3–0 | 0–0 | 1–0 |
| Shakhter Karagandy | 3–0 | 1–0 | 1–1 | 4–0 | 1–2 | 0–1 | 1–0 | 1–2 | —   | 1–0 | 0–1 | 2–0 |
| Taraz              | 1–1 | 2–0 | 2–0 | 0–0 | 0–1 | 1–2 | 2–6 | 1–0 | 1–2 | —   | 0–1 | 2–0 |
| Tobol              | 2–1 | 0–2 | 3–0 | 3–0 | 3–5 | 0–2 | 2–0 | 1–1 | 2–0 | 4–1 | —   | 0–0 |
| Zhetysu            | 1–1 | 0–2 | 0–0 | 4–0 | 3–0 | 1–0 | 5–1 | 1–1 | 2–0 | 1–0 | 0–1 | —   |

| Local \ Visitante  | AKT | AST | ATY | IRT | KAI | KSA | OKZ | ORD | SHA | TAR | TOB | ZHE |
| ------------------ | --- | --- | --- | --- | --- | --- | --- | --- | --- | --- | --- | --- |
| Aktobe             | —   | —   | 3–2 | 1–1 | —   | —   | 1–2 | —   | 3–2 | 2–2 | —   | —   |
| Astana             | 5–0 | —   | —   | 0–2 | 3–1 | 3–0 | —   | —   | 2–1 | 5–0 | —   | —   |
| Atyrau             | —   | 1–4 | —   | 0–3 | —   | —   | 2–2 | 1–3 | —   | —   | —   | 0–3 |
| Irtysh Pavlodar    | —   | —   | —   | —   | 5–0 | 2–1 | —   | —   | 4–2 | 1–0 | 0–0 | —   |
| Kairat             | 6–0 | —   | 2–1 | —   | —   | —   | 0–1 | 4–1 | —   | —   | 2–0 | 4–1 |
| Kaisar             | 1–3 | —   | 0–1 | —   | 0–1 | —   | 1–1 | —   | —   | —   | 1–1 | 0–2 |
| Okzhetpes          | —   | 0–1 | —   | 1–0 | —   | —   | —   | 0–4 | —   | 2–3 | —   | 1–1 |
| Ordabasy           | 4–1 | 1–1 | —   | 2–0 | —   | 0–2 | —   | —   | 3–2 | 3–0 | —   | —   |
| Shakhter Karagandy | —   | —   | 0–1 | —   | 0–4 | 3–0 | 2–2 | —   | —   | —   | 0–1 | —   |
| Taraz              | —   | —   | 2–2 | —   | 0–2 | 2–1 | —   | —   | 0–0 | —   | 0–5 | —   |
| Tobol              | 2–1 | 0–1 | 2–0 | —   | —   | —   | 1–0 | 1–2 | —   | —   | —   | 0–0 |
| Zhetysu            | 5–0 | 2–1 | —   | 2–1 | —   | —   | —   | 0–1 | 3–2 | 0–0 | —   | —   |

## Playoffs de descenso
Se enfrentan el décimo clasificado de la Liga Premier el Taraz con el tercer clasificado de la Primera División el Akzhayik por un lugar en la Liga Premier 2020.
| 15 de noviembre de 2019, 15:00 | Akzhayik | 0:0     | Taraz | Estadio Petr Atoyan, Oral                                       |                                                                 |
|                                |          | Reporte |       | Asistencia: 2.500 espectadores Árbitro(s): Grigory Moskovchenko | Asistencia: 2.500 espectadores Árbitro(s): Grigory Moskovchenko |

| 18 de noviembre de 2019, 15:00 | Taraz                          | 3:1 (3:1) (Global 3:1) | Akzhayik       | Estadio Central, Taraz                                          |                                                                 |
|                                | - Sarsenov 9' - Taubay 14' 26' | Reporte                | - 28' Simčević | Asistencia: 1.500 espectadores Árbitro(s): Grigory Moskovchenko | Asistencia: 1.500 espectadores Árbitro(s): Grigory Moskovchenko |

- Taraz gana la serie por un global de 3–1 y se mantiene en la Liga Premier.

## Goleadores
- Actualizado al 10 de noviembre de 2019 - Fuente uefa.com
| Pos. | Jugador                 | Club     | Goles |
| ---- | ----------------------- | -------- | ----- |
| 1    | Aderinsola Habib Eseola | Kairat   | 19    |
| 1    | Marin Tomasov           | Astana   | 19    |
| 3    | Abat Aimbetov           | Aktobe   | 16    |
| 3    | Márton Eppel            | Kairat   | 16    |
| 5    | João Paulo              | Ordabasy | 15    |
| 6    | Tigran Barseghyan       | Kaisar   | 11    |
| 7    | Azat Nurgaliev          | Tobol    | 10    |
| 8    | Kule Mbombo             | Kaisar   | 9     |
| 8    | Martin Toshev           | Zhetysu  | 9     |
| 10   | Toktar Zhangylyshbay    | Ordabasy | 8     |